# Пеницилл итальянский
Пеници́лл (пеници́ллий) италья́нский (лат. Penicíllium itálicum) — вид несовершенных грибов (телеоморфная стадия неизвестна), относящийся к роду Пеницилл (Penicillium).
Часто поражает плоды апельсина, реже — других цитрусовых культур.

## Описание
Колонии на агаре Чапека ограниченно растущие, за 14 дней достигают диаметра в 2—2,5 см. Реверс неокрашенный или жёлто-коричневый, экссудата обычно нет или же он бесцветный, необильный. На CYA растут быстрее, достигая 3—4 см за неделю, иногда радиально бороздчатые, бархатистые до зернистых, иногда с коремиями по краям. Спороношение обильное, серо-зелёное. Реверс колоний обычно коричнево-оранжевый до серо-коричневого, иногда выделяется коричневый растворимый пигмент и прозрачный экссудат. Колонии на агаре с солодовым экстрактом быстрорастущие, плоские, бархатистые, иногда с коремиями по краям, спороношение среднеобильное до обильного. Реверс шоколадно-коричневый. При 37 °C рост отсутствует. Запах имеется, несколько парфюмерный.
Некоторые штаммы образуют мягкие коричневые склероции до 300 мкм в диаметре.
Конидиеносцы трёхъярусные, гладкостенные, 100—300 мкм длиной и 3—5 мкм толщиной, с прижатыми элементами. Метулы цилиндрические, 14—20 мкм длиной, гладкостенные. Фиалиды в пучках на концах метул по 3—6, цилиндрические, с короткой, но заметной шейкой, 8—15 × 2,5—4,5 мкм. Конидии цилиндрические, затем эллиптические до почти шаровидных, гладкостенные, 3,5—5 × 2,2—3,5 мкм.

### Отличия от близких видов
Определяется по росту на плодах цитрусовых, а также по крупным серо-зелёным колониям с тёмно-коричневым реверсом и исходно цилиндрической форме конидий. Наиболее близкий вид — Penicillium ulaiense, отличающийся более медленным ростом и менее яркой окраской.

## Экология и значение
Слабый довольно специфичный фитопатоген. Обыкновенно встречается на плодах цитрусовых, наиболее часто — апельсина; редко выделяется с иных растительных субстратов.

## Таксономия
Penicillium italicum Wehmer, Hedwigia 33: 211 (1894).

### Синонимы
- Oidium fasciculatum Berk., 1836
- Oospora fasciculata (Berk.) Sacc. & Voglino, 1886
- Penicillium aeruginosum Dierckx, 1901
- Penicillium digitatum var. latum S.Abe, 1956
- Penicillium japonicum G.Sm., 1963
- Penicillium ventruosum Westling, 1911